# Neodillo simplex
Neodillo simplex är en kräftdjursart som beskrevs av Henri Dalens 1990. Neodillo simplex ingår i släktet Neodillo och familjen Armadillidae. Inga underarter finns listade i Catalogue of Life.